# Vogelwacht Limburg
Vogelwacht Limburg is een vereniging in Limburg die zich met vogelstudie en -bescherming bezighoudt. De vogelwacht is in 1956 opgericht en telt 600 leden.

## Doelstelling
Vogelwacht Limburg heeft als belangrijkste doel het beschermen en bevorderen van de vogelstand in de gehele provincie Limburg.

## Activiteiten vogelbescherming
Vogelwacht Limburg geeft op verschillende manieren vorm aan vogelbescherming:
1. hulp bij controle van de naleving van voor vogels relevante wetgeving;
2. advisering bij de aanwijzing van vogelbeschermingsgebieden;
3. ondersteuning van beheer en inrichting door afspraken met particulieren en overheidsinstanties;
4. praktische hulp door ondersteuning van vogelasiels, hulp bij calamiteiten (vorst, botulisme) en vergroten van nestgelegenheid.

## Andere activiteiten
Vogelwacht Limburg is betrokken bij verschillende inventarisatie- en monitoringprojecten, vaak in samenwerking met de landelijke organisatie SOVON. Specifiek zijn de projecten rond de steenuil en de grote gele kwikstaart. De vogelwacht organiseert geregeld cursussen en excursies.

## Werkgroepen en blad
De Vogelwacht heeft verscheidene werkgroepen, die per thema (steenuilen, kerkuilen) of stad (Maastricht, Geleen, Sittard) zijn georganiseerd.
Het verenigingsblad "Het IJsvogeltje" verschijnt vier keer per jaar.

## Bron/site
- https://www.vogelwacht-limburg.nl/